# Nassau (Cookeilanden)
Nassau is een eiland in het zuidelijke deel van de Grote Oceaan dat behoort tot de Cookeilanden. 
Het eiland ligt zo'n 90 kilometer ten zuiden van het naaste buureiland Pukapuka. Het is slechts 0,5km² groot, en ligt 9 meter boven het zeeoppervlak. Het eiland is ovaalvormig, en het is het enige van de Noordelijke Cookeilanden zonder lagoon. Op het eiland zijn vooral palmbomen te vinden. Het lokale voedsel bestaat voornamelijk uit taro, fruit en vis.
Nassau heeft slechts één dorp, in het noordwesten, waar 71 personen wonen in rieten huisjes, genaamd kikau. In 2007 werd er een nieuwe haven gebouwd. De toegang tot het eiland is zeer beperkt omdat er geen vliegveld is. Een reis van Rarotonga of Pukapuka per schip duurt al ruim drie dagen. De enige permanente verbinding met de buitenwereld is een satellietverbinding via een grondstation, die in 2004 tot stand kwam.
Nassau wordt geregeerd door de eilandraad van Pukapuka, en deze wordt geadviseerd door het eilandcomité van Nassau.
Ellit Smith beschreef Nassau in zijn boek Cook Islands Companion als "de kleine tuin van Eden".

## Orkaan Percy
In februari 2005 werd het eiland hevig getroffen door Orkaan Percy. De heropbouw van het eiland, en de infrastructuur werd bemoeilijkt doordat het eiland zo afgelegen ligt, en er slechts sporadisch een veerverbinding is. Door de hulp van NZAID en de Cookeilandse overheid werd in oktober van hetzelfde jaar de infrastructuur (het ziekenhuis, de school, de energiecentrale, het telecommunicatienetwerk en ontmoetingsplaats) hersteld.

## Geschiedenis
Nassau, dat vroeger Te Nuku-o-Ngalewu (Land van Ngalewu) heette, behoorde origineel toe aan de eilanders van Pukapuka. Nadat de twee eilanden elk hun weg gingen, kreeg het de naam "Te Motu Ngaongao" (Verlaten eiland) nadat eilanders uit Manihiki het onbewoond hadden gevonden. In 1803 werd het eiland voor het eerst ontdekt door westerlingen. Die gaven het eiland de naam "Adele Island". Zo'n 20 jaar later werd het eiland terug hernoemd naar "Lydra Island" door een andere ontdekkingsreiziger. Daarna kreeg het de naam "Ranger Island" naar het schip van een Londense walvisvaarder. In 1834 besloot de Amerikaanse walvisvaarder May Mitchell dat het eiland "Mitchell Island" zou heten. Pas in 1835 kreeg het eiland de naam die het nu nog altijd draagt, Nassau, naar het schip van een andere walvisvaarder John D. Sampson. Het is niet echt duidelijk waarom het bij deze naam bleef, zeker nadat een andere walvisvaarder het later "New-Port Island" probeerde te noemen.